# 中国外交部亚洲事务特使列表
中国外交部亚洲事务特使是中华人民共和国外交部任命的特使，主要职责为处理与中缅有关事务。

## 历任特使列表

### 中国外交部亚洲事务特使（2013年至今）
2013年3月，中国外交部任命中国外交部亚洲事务特使。
| 姓名   | 任命      | 免职   | 外交衔级 | 外交职务 | 备注 | 备注 |
| ------ | --------- | ------ | -------- | -------- | ---- | ---- |
| 王英凡 | 2013年3月 | 2015年 | 大使     | 特使     |      |      |
| 孙国祥 | 2015年    | 2022年 | 大使     | 特使     |      |      |
| 邓锡军 | 2022年    | 现任   | 大使     | 特使     |      |      |